# خليج دونقناب
خليج دونقناب هو مسطح مائي يقع على ساحل البحر الأحمر في السودان.

## جغرافية
خليج دونقناب يقع على بعد 130كم إلى الشمال من بورتسودان. والجزء الأوسط منه هو بحيرة الرواية، وتحيط بها الشعاب المرجانية. وأعلن عنه مع جزيرة مكوار وسنجانب (شعاب مرجانية معزولة)، كمحمية وطنية وأحد مواقع التراث العالمي في عام 2016. وقد صنفت كأحد مواقع رامسار منذ عام 2009.